# تیفانی الورد
تیفانی لین الورد (انگلیسی: Tiffany Alvord؛ زادهٔ ۱۱ دسامبر ۱۹۹۲) خواننده، ترانه‌سرا و بازیگر آمریکایی است. او به عنوان یکی از اولین سلبریتی‌هایی که در ابتدای کودکی در یوتیوب مشهور شد، شناخته شده‌است. ویدیوهای او در یوتیوب بیش از ۷۰۵ میلیون بار بازدید دارند و حدود ۳٫۱۵ میلیون دنبال کننده دارد. همچنین الورد دنبال کنندگان بسیاری در سایت‌های رسانه‌های اجتماعی دارد. او بیش از ۲٫۶ میلیون طرفدار در فیس‌بوک و بیشتر از ۳۵۰ هزار دنبال کننده در توئیتر دارد. در دسامبر سال ۲۰۱۲، الورد به همراه کارلی ری جپسن، ترین (گروه موسیقی)، سای (خواننده رپ) و تیلور سوئیفت بخشی از مراسم سال نو در تایمز اسکوئر را اجرا کرد.

## زندگی‌نامه
الورد در ۱۱ دسامبر سال ۱۹۹۲ در کالیفرنیا متولد شد. پدر او چری الورد نام دارد که به‌عنوان مدیر برنامه او فعالیت می‌کند. او ششمین فرزند خانواده‌اش است و شش برادر دارد. الورد در دوران تحصیل در دبستان، نواختن پیانو را آموخت و اولین آهنگش را در سن ده سالگی نوشت. در سن چهارده سالگی، او خود به تنهایی نواختن گیتار را آموخت و بدین ترتیب، نواختن یک ساز دیگر را فرا گرفت. او در همان دوران و در آوریل سال ۲۰۰۸، هنگامی که ۱۵ سال داشت، اولین موسیقی خود را در یوتیوب به اشتراک گذاشت. الورد به عنوان یک پیرو کلیسای عیسی مسیح قدیسان آخرالزمان بزرگ شد، اما اکنون فقط یک مسیحی ساده است.
الورد نه سال ژیمناستیک آموزش دید و چهار سال تا زمانی که آسیب ورزشی دید، به رقابت و مسابقه پرداخت. او در سال ۲۰۱۰ از دبیرستان که سه سال به طول انجامید، فارغ‌التحصیل شد. تیفانی به کالج رفتن را به تعویق انداخت تا روی موسیقی تمرکز کند.

## حرفه موسیقی
فعالیت‌های الورد در زمینه موسیقی شامل اجراهایی در کانادا، انگلستان، چین، سنگاپور، تایلند، اندونزی، مالزی و فیلیپین می‌شود. او با گروه موسیقی Boyce Avenue در تور کنسرت آمریکا در ماه فوریه سال ۲۰۱۱ تا مارس داشت. همچنین از ماه اوت تا سپتامبر همان سال، الورد با الکس گوت در تور کنسرت آمریکا اجرا داشت.
در ۲۳ ژوئن سال ۲۰۱۱، اولین آلبوم موسیقی الورد به نام میدونم چه‌کار کنم در ایالات متحده آمریکا منتشر شد و شامل ده آهنگ کاور بود. در ۲۰ دسامبر سال ۲۰۱۱، او دومین آلبوم استودیی‌اش به نام رؤیای من را توسط شرکت گروه موسیقی تیت منتشر کرد که شامل آهنگ‌های اصلی و ساخته خودش بود.
در ژوئن سال ۲۰۱۲، الورد رتبه اول مسابقه موسیقی ArtistSignal را به‌دست‌آورد و برنده جایزه ۲۵۰۰۰ دلاری شد. سپس در ۲۹ ژوئن همان سال، او سومین آلبوم خود به‌نام میدونم چه‌کار کنم ۲ را منتشر کرد که مانند اولین آلبومش، شامل ۱۰ آهنگ کاور بود که پیش از آن، در یوتیوب مشهور شده بودند. در ۱۸ سپتامبر سال ۲۰۱۲، الورد چهارمین آلبوم موسیقی خود به نام قلب من هست…را در آی تیونز منتشر کرد. در دسامبر سال ۲۰۱۲، الورد اجرایی در صحنه نیوا در تایمز اسکوئر به همراه کارلی ری جپسن، ترین (گروه موسیقی)، سای (خواننده رپ) و تیلور سوئیفت بخشی از مراسم سال نو در تایمز اسکوئر داشت.
الورد یک تور کنسرت در طول ماه مارس سال ۲۰۱۱ در چهار کشور متفاوت جنوب شرق آسیا برگزار کرد. او در ماه آوریل سال ۲۰۱۳ تور کنسرتی دیگر به‌نام تور آمریکا در ساحل غربی آمریکا اجرا کرد و در آن تور با یک چهره مشور یوتیوب، جیسون چن همکاری کرد. در ماه جولای سال ۲۰۱۳، الورد برای اولین بار در اروپا به‌صورت زنده آهنگ‌های به‌فروش رفته‌اش در لندن را اجرا کرد. در طول این سفر، الورد مورد توجه رسانه‌ها قرار گرفت و سایمون لیدرمن از رادیوی بی‌بی‌سی با او مصاحبه‌ای کرد.
در ۱۳ اوت سال ۲۰۱۳، او پنجمین آلبومش به نام می‌دونم چه‌کار کنم ۳ را منتشر کرد. سپس، در ۱۲ اوت سال ۲۰۱۴، الورد آلبوم میراث را منتشر کرد.
الورد تاکنون مورد پوشش رسانه‌های چاپی و اینترنتی متعددی مانند وال‌استریت جورنال، نیویورک تایمز، فرچون (مجله) و ادویک قرار گرفته‌است.

## حرفه بازیگری
در سال ۲۰۱۷، الورد نقش اما ویلسون در فصل اول سریال درام نوجوان اینترنتی مهمانی جنایت بازی کرد. همچنین الورد در فیلم کمدی-معمایی ارواح مدرسه بازی کرده‌است. در سال ۲۰۱۸، الورد نقشی دیگر در فصل دوم سریال مهمانی جنایت داشت و در این فصل نقش هارپر واینس را بازی کرد.

## دیسکوگرافی
آهنگ‌های اصلی
| عنوان       | اطلاعات آلبوم                                                            |
| ----------- | ------------------------------------------------------------------------ |
| رؤیای من    | - تاریخ انتشار: ۲۰ دسامبر سال ۲۰۱۱ - ناشر: نامشخص - فرمت: دانلود و کپی.  |
| قلب من هست… | - تاریخ انتشار: ۱۸ سپتامبر سال ۲۰۱۲ - ناشر: نامشخص - فرمت: دانلود و کپی. |
| میراث       | - تاریخ انتشار: ۱۲ اوت سال ۲۰۱۴ - ناشر: نامشخص - فرمت: دانلود و کپی.     |

آهنگ‌های کاور
| آهنگ‌های کاور و آلبوم‌های استودیویی                                                                                          |
| --- |
| می‌دونم چه‌کار کنم - تاریخ انتشار: ۲۳ ژوئن سال ۲۰۱۱ - ناشر: نامشخص - نوع آلبوم: آلبوم استودیویی - فرمت: فقط دانلود.          |
| می‌دونم چه‌کار کنم ۲ - تاریخ انتشار: ۲۹ ژوئن سال ۲۰۱۲ (U.S.) - ناشر: نامشخص - نوع آلبوم: آلبوم استودیویی - فرمت: فقط دانلود. |
| می‌دونم چه‌کار کنم ۳ - تاریخ انتشار: ۱۳ اوت سال ۲۰۱۳ - ناشر: نامشخص - نوع آلبوم: آلبوم استودیویی - فرمت: فقط دانلود.         |

## فیلم‌شناسی
| سال       | عنوان        | نقش                    | اطلاعات بیشتر                                                        |
| --------- | ------------ | ---------------------- | -------------------------------------------------------------------- |
| ۲۰۱۷–۲۰۱۸ | مهمانی جنایت | اما ویلسون/هارپر واینس | قسمت ۹ (در نقش اما ویلسون (فصل ۱)) قسمت۸(در نقش هارپر واینس (فصل ۲)) |
| ۲۰۱۷      | ارواح مدرسه  | زوئی اسلید             |                                                                      |